# Neochelonia albescens
Neochelonia albescens är en fjärilsart som beskrevs av Charles Oberthür 1884. Neochelonia albescens ingår i släktet Neochelonia och familjen björnspinnare. Inga underarter finns listade i Catalogue of Life.